# Рогович, Алексей Петрович
Алексе́й Петро́вич Рогович (27 июля (8 августа) 1858 — 4 марта 1935) — русский государственный деятель, товарищ обер-прокурора Священного Синода, сенатор, член Государственного совета. Гофмейстер. Член Совета Русского собрания.

## Биография
Происходил из потомственных дворян. Землевладелец Клинского уезда Московской губернии (752 десятины).
Окончил Поливановскую гимназию (1876) и юридический факультет Московского университета со степенью кандидата прав (1881).
По окончании университета поступил на службу по ведомству Министерства внутренних дел в чине коллежского секретаря. С 1882 — сверхштатный чиновник особых поручений при Черниговском губернаторе, с 1884 занимал должность директора черниговского комитета общества попечения о тюрьмах.
С 1885 — советник губернского правления и директор тюремного комитета Эстляндской губернии (позже на службе в эстляндской комиссии по крестьянским делам). В 1891—1895 — Самарский вице-губернатор.
В 1895 назначен управляющим в канцелярию Киевского, Подольского и Волынского генерал-губернатора. С 1896 — камергер. С 1899 — Ковенский губернатор, с 1901 — почётный мировой судья Ковенского округа, с 1902 — член комиссии для пересмотра правил и штатов полиции губернии. Почетный гражданин Ковны.
В начале 1902 года был назначен директором Департамента общих дел МВД, но уже с августа 1902 — Ярославский губернатор. С началом русской-японской войны — председатель местного управления Российского общества Красного Креста. Занимался благотворительностью.
В связи с революционными событиями 8 ноября 1905 года согласно собственному прошению был уволен с губернаторской должности с причислением к МВД. Переехал в Санкт-Петербург; 12 мая 1906 года был назначен сенатором с производством в тайные советники.
С 30 мая 1906 — гофмейстер. С 20 августа 1906 — товарищ обер-прокурора Священного Синода П. П. Извольского, неоднократно исполнял обязанности обер-прокурора. Член Совета Императорского Православного Палестинского Общества, с 1907 — член Комитета Главного попечительства детских приютов ведомства учреждений императрицы Марии Фёдоровны. Почётный член ряда православных и благотворительных братств. С 1911 — член Особого Совещания для выработки основных начал преобразования управления Туркестанским краем.
С 1 января 1912 — член Государственного совета, вошёл в правую группу, член Совета Русского собрания. Как и все члены Госсовета, 1 мая 1917 выведен за штат, а 25 октября 1917 — уволен.
В эмиграции в Бельгии. В 1921 году участвовал в Рейхенгалльском монархическом съезде. В 1926—1931 годах состоял старостой Свято-Никольской церкви в Брюсселе.
Скончался 4 марта 1935 года в Брюсселе после тяжёлой болезни. Похоронен на местном кладбище Икселя.

## Награды
- Орден Святого Станислава 3-й степени;
- Орден Святой Анны 3-й степени;
- Орден Святого Станислава 2-й степени;
- Орден Святой Анны 2-й степени;
- Орден Святого Владимира 4-й степени;
- Орден Святого Владимира 3-й степени;
- Высочайшая благодарность императрицы Марии Федоровны (1901);
- Орден Святого Станислава 1-й степени (1905);
- Орден Святой Анны 1-й степени (1908);
- Орден Святого Владимира 2-й степени (1911).
- медаль «В память царствования императора Александра III»;
- медаль «В память 25-летия церковных школ»;
- медаль «В память 200-летия Полтавской битвы»;
- медаль «В память 300-летия царствования дома Романовых» (1913).

Иностранные:
- бухарский орден Золотой звезды 2-й ст. (1898);
- румынский орден Короны, командорский крест (1899);
- итальянский орден Короны, большой офицерский крест (1904).

## Сочинения
- Справочная книжка для чинов полиции Прибалтийских губерний. — Ревель, 1888;
- Речь товарища обер-прокурора Святейшего Синода А. П. Роговича в Гос. Думе при обсуждении законопроекта об отмене ограничений, связанных с снятием духовного сана на заседании 5 мая. — СПб., [1909].

## Семья
Был женат на Марии Михайловне Катковой (1869—1953), дочери известного консервативного публициста М. Н. Каткова. Их дети:
- Пётр (1893—1957), воспитанник Училища правоведения (1914), корнет Кавалергардского полка. Участник Белого движения на Юге России, ротмистр. Участник Рейхенгалльского монархического съезда. В эмиграции во Франции, затем в Германии.[5][6]
- Михаил (?—1919), корнет Кавалергардского полка, участник Белого движения в Добровольческой армии и ВСЮР. Тяжело ранен в бою под с. Снагость, умер от ран 13 ноября 1919 года.[6]
- Александра
- София